# Christian Klees
Christian Klees (Eutin, 24 giugno 1968) è un ex tiratore a segno tedesco.

## Palmarès

### Olimpiadi
- 1 medaglia:
  - 1 oro (Atlanta 1996 nella pistola 50 metri, sdraiato)